# 鷹栖の装蹄用具及び関連資料
鷹栖の装蹄用具及び関連資料（たかすのそうていようぐおよびかんれんしりょう）とは、北海道鷹栖町の郷土資料館が保有・展示物のうち、登録有形民俗文化財へ登録されている399点の総称。

## 概要
北海道上川郡鷹栖町は、北海道のほぼ中央、旭川市に隣接している農業が基幹産業の町。鷹栖の装蹄用具及び関連資料は、2024年4月に登録された鷹栖町郷土資料館に保管されている登録有形民俗文化財。北海道においては、初めての登録有形民俗文化財である。

## 趣旨
明治時代に北海道の開拓が始まると、全国各地から入植が進み、土地の開墾や農場の整備には馬が重用された。そのため、馬の蹄の保護や馬体の健康を管理するために道内に数多くの装蹄所が設けられ、蹄鉄を用いる洋式の装蹄技術を学んだ装蹄職人が活躍した。本登録は、鷹栖町で営まれていた装蹄の実態を伝える資料群となっている。また、氷上や雪上で用いた蹄鉄やかんじきなど、寒冷地ならではの蹄鉄類なども含まれ、地域的特色も顕著である。これらは北海道における装蹄職人の技術や近代の開拓の様相を理解する上で注目された。

## 装蹄用具及び関連資料の種類と特徴
国の登録有形民俗文化財に登録された鷹栖の装蹄用具及び関連資料の内訳としては、装蹄用具は蹄鉄が56点、造鉄用具が18点、古鉄剥取用具32点、削蹄・鑢掛（やすりがけ）用具11点、装蹄・削蹄用具・釘付用具49点、装蹄所用具35点、治療用具35点あり、関連資料は農耕用具が35点、運搬用具7点、馬具97点、その他24点、計399点ある。
装蹄のために必要なふいごを含む全ての設備を備えた装蹄所が特に注目とされる。この装蹄所は旧 鷹栖町（現 旭川市東鷹栖）にあった塚本装蹄所に寄付いただいたもの。

## 活用
町長の谷寿男は「農業に重要な役割を果たした馬具が登録されことはとても嬉しい。体験型の観光にも取り入れていきたい」と発言している。
文化財登録を契機にして鷹栖町「広報たかす」に、登録された文化財の紹介も行う四コマ漫画（オサラッペまちづくり研究会日野あかね作）が隔月で掲載された。